# كو كوت
كو كوت (بالتايلندية: เกาะกูด) هي جزيرة تقع في خليج تايلاند وتتبع إداريًا لمحافظة ترات شرق تايلاند، تُعد رابع أكبر جزيرة في البلاد من حيث المساحة، بعد بوكيت، كوه تشانغ، وجزيرة ساموي، حيث تبلغ مساحتها نحو 105 كيلومترات مربعة.

## نبذه
تتميز الجزيرة بطبيعتها الهادئة وشواطئها الرملية البيضاء، إضافة إلى الغابات الاستوائية والشلالات العذبة مثل شلال كلونغ تشاو، وتُعرف كو كوت بأنها وجهة مفضلة للراغبين في السياحة الهادئة والابتعاد عن صخب المدن.
رغم ازدياد عدد الزوار في السنوات الأخيرة، تحتفظ الجزيرة بأجوائها الهادئة نسبيًا، مع توفر عدد محدود من المنتجعات والمرافق السياحية، يمكن الوصول إلى كو كوت عبر القوارب من البر الرئيسي، وخاصة من منطقة لايم نجوب في محافظة ترات.